# (29604) 1998 QX5
1998 كيو أكس 5 (ويعرف أيضًا باسم (29604) 1998 كيو أكس 5 وفق تسمية الكوكب الصغير) (بالإنجليزية: 1998 QX5)‏ هو كويكب ضمن حزام الكويكبات؛ وترتيبه 29604 من حيث الاكتشاف.
اكتُشف هذا الجُرم الفلكي بواسطة OCA–DLR Asteroid Survey ‏ في 24 أغسطس 1998.

## وصلات خارجية
- (29604) 1998 QX5 في قاعدة بيانات مختبر الدفع النفاث لأجرام النظام الشمسي الصغيرة

- الاكتشاف · مخطط المدار ·  العناصر المدارية · المعلمات المادية

- (29604) 1998 QX5 على موقع ويكي سكاي: DSS2, SDSS, GALEX, IRAS, Hydrogen α, X-Ray, Astrophoto, Sky Map, Articles and images